# 3096 (فلم)
3096  أو 3096 يوم فيلم درامي ألماني من إخراج شيري هورمان وإنتاج 	مارتان موسكوفيتش سنة 2013. يجسد الفيلم حكاية ناتاشا كامبوش. وهو آخر سيناريو كتبه بيرند إيشنجر قبل وفاته المفاجئة في سن الحادي والستين بسكتة قلبية. تقمصت الممثلة الأيرلندية الشمالية أنتونيا كامبل هيوز دوركامبوش.

## القصة
يروي الفيلم قصة الفتاة النمساوية ناتاشا كامبوش التي خطفت وهي في العاشرة من عمرها عام 1998، وبقيت تحت حماية خاطفها لأكثر من ثمانية أعوام (3096 يوم) حتى قامت بالفرار. ثم أصدرت نتاشا كتاب بعنون 3096 يوم، والذي شكل الأساس في كتابة سيناريو الفيلم.
في أواخر عام 2012 ، نشأت مخاوف بشأن فقدان كامبل هيوز للوزن الشديد في الفيلم، لكنها ذكرت في مقابلة في ايفينينغ ستاندرد أنها تريد «أن تعاني بقدر ما عانت - كامبوش -». كما أشارت إلى أنها أصيبت بتمزق في وتر العرقوب، وكسر في إصبع القدم، وكسر في الضلع، والعديد من الجروح والكدمات، نظرًا لأن موقع تصوير الفيلم يشبه الزنزانة التي وُضعت فيها كامبوش .

## طاقم التمثيل
- ثير لاندهارد في دور وولفغانغ پريكلوبيل
- أنتونيا كامبال-هوغس في دور ناتاشا كامبوش[7]
- أميليا بيدجون في دور يونغ ناتاشا
- فلاستو باييتش في دور الصحفي

## وصلات خارجية
- مقالات تستعمل روابط فنية بلا صلة مع ويكي بيانات
- الموقع الرسمي.